# Carlininae

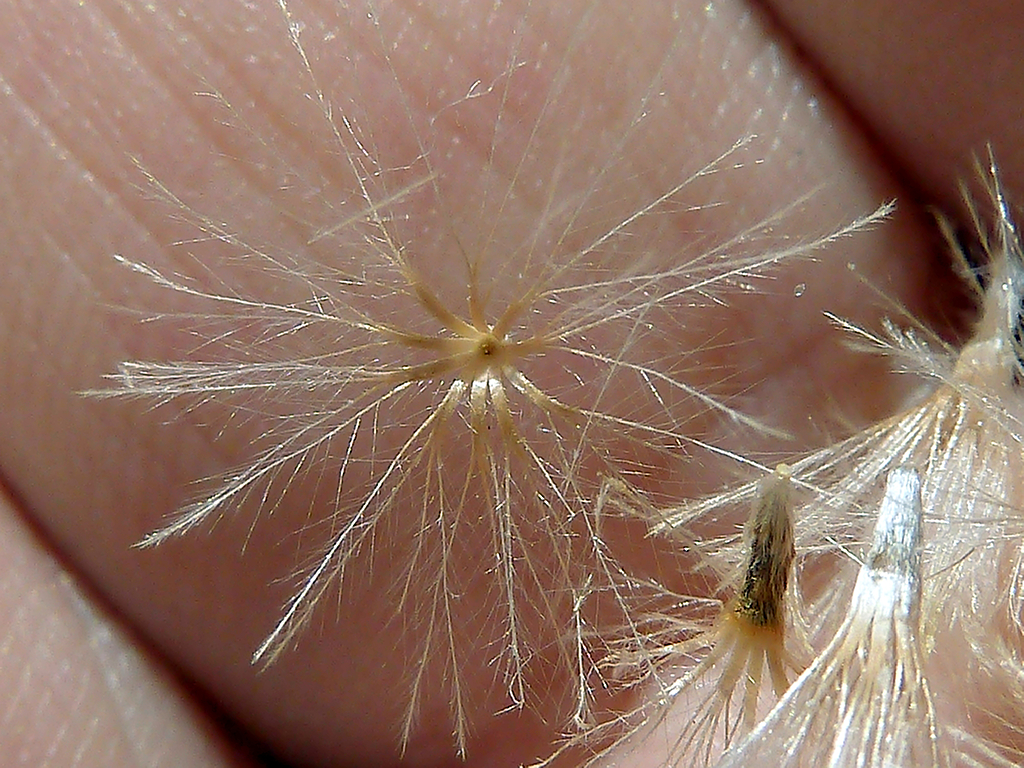
Un ejemplo de cipselas de Carlina (Carlina corymbosa): cuerpo densamente seríceo y vilano con una sola fila de cerdas plumosas fusionadas en fascículos por sus bases.

Los Carlininae son una subtribu de plantas con flores perteneciente a la familia de las asteráceas dentro de la subfamilia Carduoideae, tribu Cardueae.

## Descripción
Son plantas herbáceas perennifolias o bienales de hojas alternas, raramente todas basales. Los capítulos son homogamos, rara vez dioicos, solitarios o no en el ápice de los tallos o de las ramas. El involucro está rodeado por brácteas externas espinosas muy diferentes de las internas que son imbricadas y enteras y, en Carlina -género tipo de la subtribu- pueden parecerse a lígulas cuando se extienden patentamente en la antesis. El receptáculo está cubierto de páleas escamosas o cerdosas, excepto en el género Tugarinovia que lo tiene desnudo. Generalmente solo hay flósculos, numerosos, hermafroditos, más o menos actinomorfos, pentameros, pero en Atractylis todas o algunas flores periféricas son frecuentemente lígulas hermafroditas o neutras (lo que es un caso único en toda la subfamilia Carduoideae), eventualmente tri o tetrameras, estériles o hermafroditas. Los estambres tienen los filamentos no soldados entre sí, glabros y las anteras, sagitadas, con el conectivo apicalmente armado de un apéndice estéril. El estilo puede carecer de anillo colector (por ejemplo en diversas especies del género Atractylis), mientras las 2 ramas son coniventes y cortas. Las cipselas tienen el cuerpo cubierto de densos y largos pelos sericeos adpresos y carecen de reborde en la placa apical, mientras el vilano, caedizo en bloque, está constituido por uno o dos tipos de cerdas escábridas o plumosas, a menudo fusionadas por su parte inferior en robustos fascículos.

## Distribución y hábitats
La subtribu se distribuye en el Mediterráneo (o el sur de Europa), el norte de África, el Cáucaso, Asia Central y Europa Oriental y Mongolia.

## Géneros
Comprende 5 géneros y unas 75 especies:
- Carlina L., 1753 (34 spp.)
- Atractylis L., 1753 (29-31 spp.)
- Thevenotia DC., 1833 (2 spp.)
- Atractylodes DC., 1838  (8 spp.)
- Tugarinovia Iljin, 1928 (1 sp.)